# Longueuil
Longueuil (in francese: [lɔ̃ɡœj]) è una città nella provincia di Québec, Canada. È la sede della regione amministrativa Montérégie e la città centrale della città urbana dell'agglomerato urbano di Longueuil. Si trova sulla riva sud del fiume San Lorenzo direttamente di fronte a Montréal. La popolazione al censimento del Canada 2016 è stata di 239 700 abitanti, il che la rende il secondo sobborgo di Montréal, il quinto più popoloso del Québec e la ventesima più grande del Canada. Charles Le Moyne fondò Longueuil come seigneurie nel 1657. Sarebbe diventata una parrocchia nel 1845, un villaggio nel 1848, un paese nel 1874 e una città nel 1920. Tra il 1961 e il 2002, i confini di Longueuil sono cresciuti tre volte, in quanto è stato amalgamato con i comuni circostanti; vi è stata una forte de-amalgamazione nel 2006. Longueuil è una città residenziale, commerciale e industriale. Incorpora alcune caratteristiche urbane, ma è essenzialmente un sobborgo. Longueuil può essere classificata come una città pendolare come una gran parte dei suoi residenti pendolari per lavorare a Montreal. La maggior parte degli edifici sono case unifamiliari costruite nel dopoguerra. La città è composta da tre distretti: Le Vieux-Longueuil, Saint-Hubert e Greenfield Park.
Longueuil è la sede del distretto giudiziario di Longueuil.

## Storia

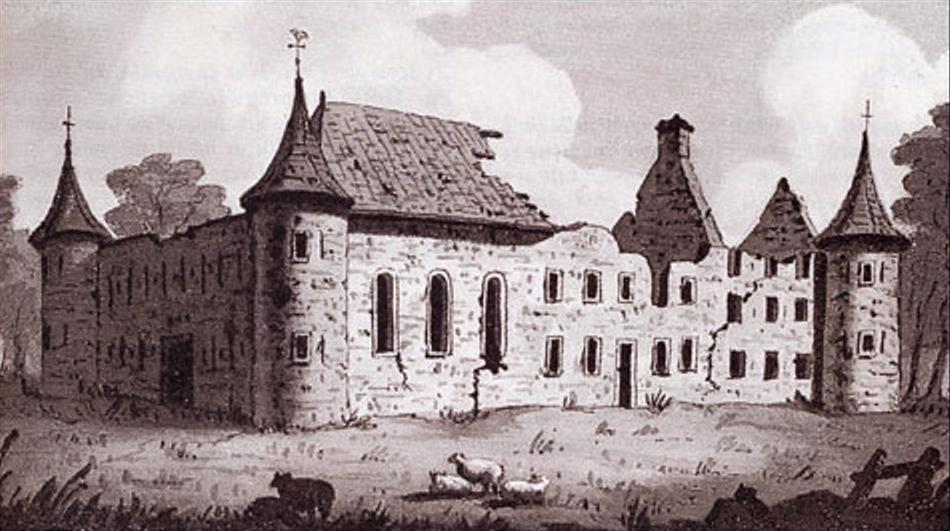
Rovine di Fort Longueuil nel 1825

Il territorio della Nuova Francia fu diviso in signorie per garantire la difesa della colonia. Longueuil fu fondata nel 1657 da Charles Le Moyne, un mercante di Ville-Marie (oggi Montréal), come seigneurie. Secondo Abbé Faillon, Charles Le Moyne, signore della zona a partire dal 1657, chiamato Longueuil dopo un villaggio che è oggi sede di un cantone nel distretto di Dieppe, nella sua patria della Normandia.
Suo figlio, Charles Le Moyne de Longueuil, costruì Fort Longueuil come residenza fortificata. Fu costruita in pietra tra il 1685 e il 1690 e aveva quattro torri.
Si ritiene che Fort Longueuil sia stato occupato dalle truppe americane durante la Guerra d'indipendenza americana. Successivamente è stato occupato dagli inglesi.  È stato demolito nel 1810 a causa del suo cattivo stato. I resti archeologici di Fort Longueuil sono stati riconosciuti come un sito storico nazionale del Canada il 25 maggio 1923. Il sito si estende sotto l'attuale Cattedrale di Saint-Antoine-de-Padoue.

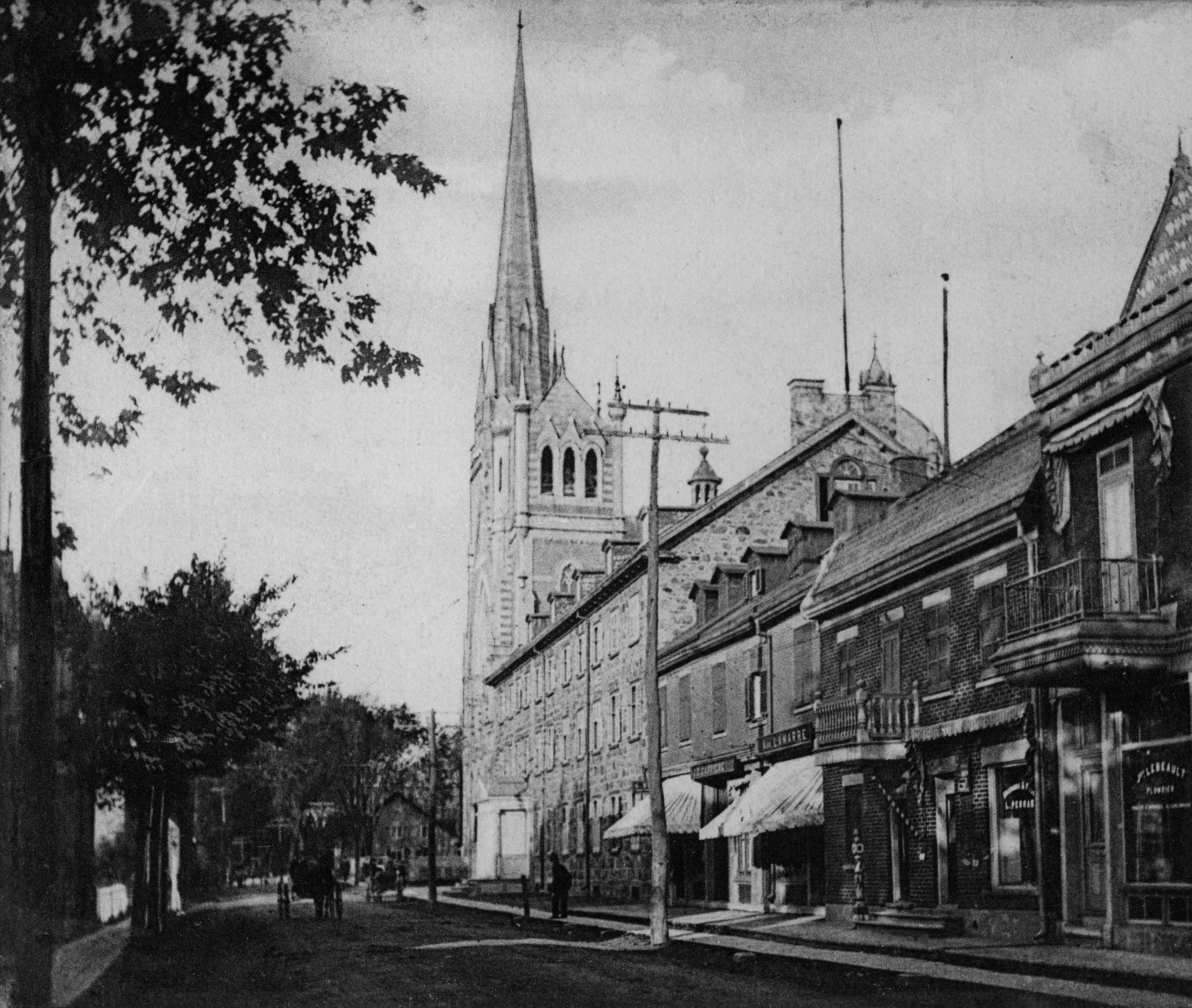
La Concattedrale di Saint-Antoine-de-Padoue e Rue St. Charles, Longueuil, QC, nel 1910

Il sistema signorile terminò nel 1845 e Longueuil fu trasformata in un comune parrocchiale chiamato Saint-Antoine-de-Longueuil. Nel 1848, una parte fu staccata dalla parrocchia e ufficialmente istituito come il villaggio di Longueuil. Questo stesso villaggio divenne una città nel 1874, e poi una città nel 1920. Il musicista Paul Pratt divenne sindaco della città dal 1935 al 1966.
I limiti della città di Longueuil si espansero per la prima volta nel 1961 quando si fuse con Montréal-Sud, e di nuovo nel 1969 quando con Ville Jacques-Cartier. In entrambi i casi, Longueuil fu scelto come nome della nuova città.
Il 1º gennaio 2002, nell'ambito della riorganizzazione municipale del Québec, Il governo provinciale ha fuso l'ex Longueuil con Boucherville, Brossard, Greenfield Park, Lemoyne, Saint-Bruno-de-Montarville, Saint-Hubert e Saint-Lambert. Come negli anni '60, il nome Longueuil fu scelto per la nuova città. Tuttavia, dopo un cambio di governo e un referendum del 2004, Boucherville, Brossard, Saint-Lambert e Saint-Bruno-de-Montarville sono state ricostituite come città indipendenti il 1º gennaio 2006. Come tale, l'attuale città di Longueuil ora comprende solo le ex città di Longueuil (1969-2002), Saint-Hubert, Greenfield Park e LeMoyne.

## Geografia

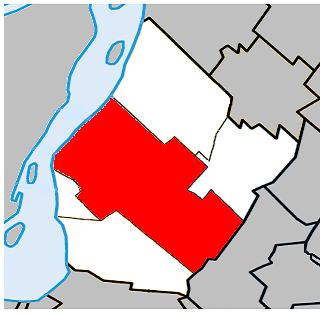
Posizione della città di Longueuil senza l'agglomerato urbano di Longueuil

Longueuil occupa 115,59 chilometri quadrati di terreno. La città confina con le città di Saint-Lambert e Brossard a ovest, Boucherville e Saint-Bruno-de-Montarville ad est, e il fiume San Lorenzo e Montreal a nord. La città di Longueuil si trova a circa 7 km a sud di Montréal, sulla riva meridionale del fiume San Lorenzo.
Longueuil si trova nella valle del fiume San Lorenzo, ed è una vasta pianura. Le aree vicino al fiume erano originariamente paludi con foresta mista, e successivamente terreni agricoli. La terra agricola esiste ancora nelle parti della città più lontane dal fiume.
La città di Longueuil comprende anche l'Île Charron, una piccola isola nel fiume San Lorenzo, e parte delle Isole Boucherville. L'area della città è di 115,59 km²
Come Montréal, Longueuil è classificato come continentale umido o emiboreale (la classificazione dei climi di Köppen Dfb). Longueuil ha inverni lunghi, che durano da novembre a marzo, primavere brevi durante aprile e maggio, estati medie, che durano da giugno ad agosto, e brevi autunni durante settembre e ottobre.

## Popolazione
Nel 2020, la popolazione della città di Longueuil era pari a 249 338 abitanti, il che la rende la quinta città più popolata del Québec e la diciannovesima in tutto il Canada.

## Economia

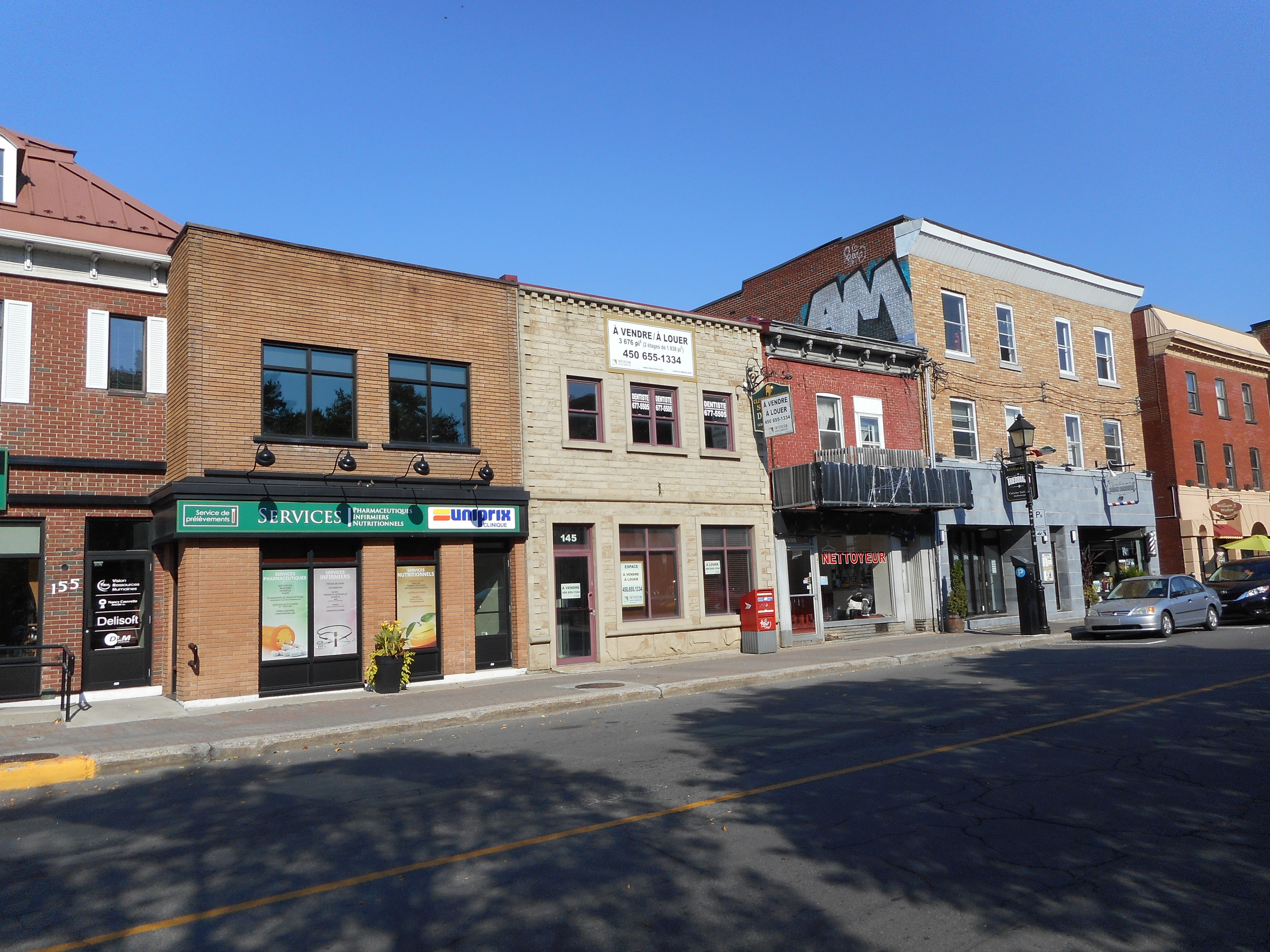
Vecchia Longueuil

Anche se gran parte della forza lavoro di Longueuil si trasferisce a Montreal, la città offre tuttavia molti posti di lavoro in una gamma diversificata di settori. Soprattutto, Longueuil beneficia di un valore immobiliare molto basso, nonostante la sua vicinanza a Montréal.
Longueuil è particolarmente forte nel settore aerospaziale. È sede di Pratt & Whitney Canada e di Héroux-Devtek. Pratt & Whitney Canada è il principale datore di lavoro di Longueuil con 5.000 dipendenti, mentre Héroux-Devtek ha 550 dipendenti. Inoltre si trova a Longueuil la sede della Canadian Space Agency (John H. Chapman Space Center), adiacente a Montréal/ Aeroporto di Saint-Hubert. Pascan Aviation ha sede a Saint-Hubert, Longueuil. Tra le altre società con sede a Longueuil figurano Agropur, Innergex Renewable Energy e la sussidiaria canadese della Hasbro.
Nel 2008, la Canadian Business ha classificato Longueuil come il 30º posto migliore per fare affari in Canada.

## Arte e cultura
Il Longueuil International Percussion Festival, con 500 musicisti, si svolge in sei giorni nel mese di luglio nel quartiere della Vecchia Longueuil, e attira 200.000 visitatori all'anno.

## Attrazioni

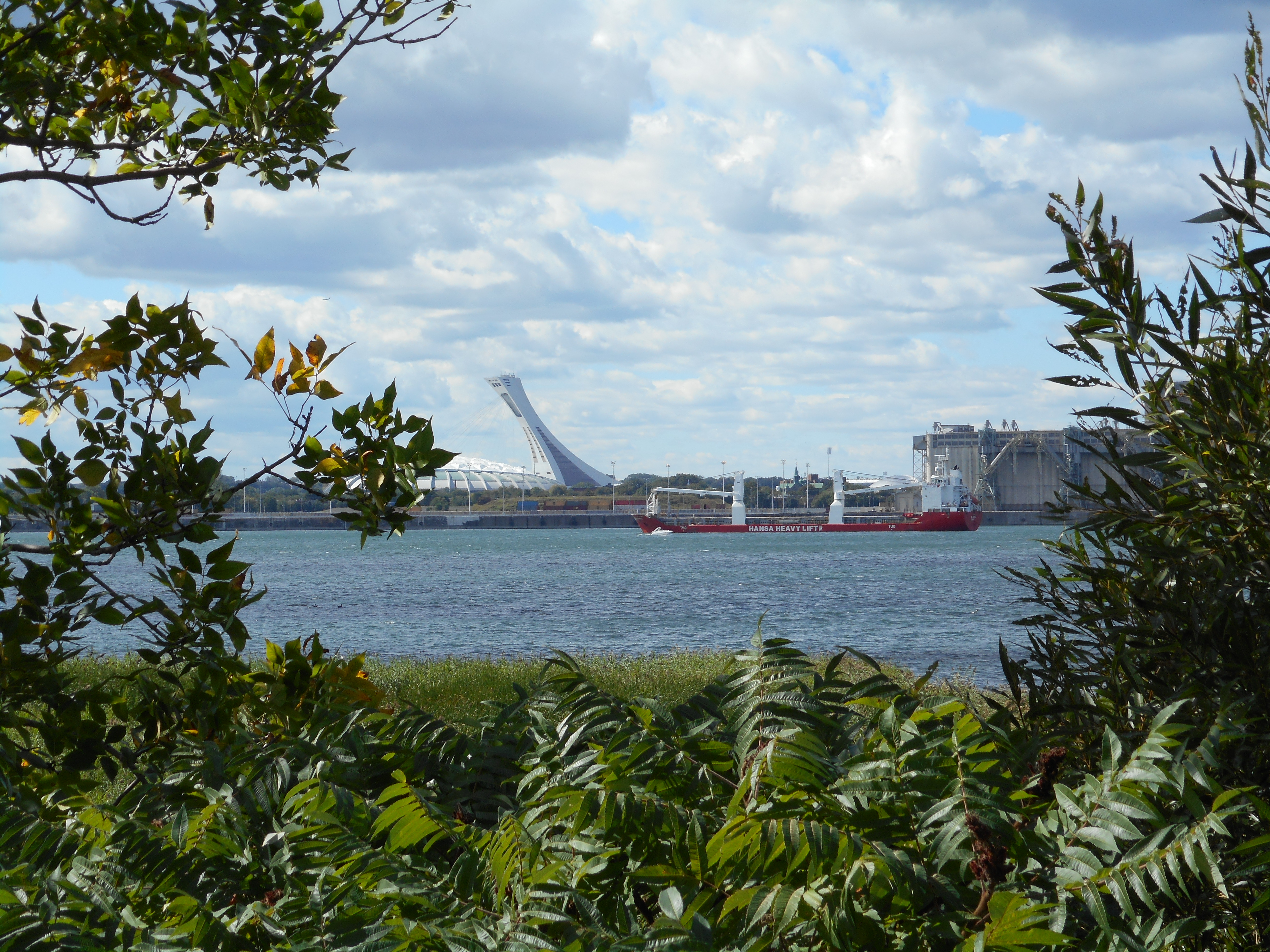
Parco Marie-Victorin, Longueuil. Lo stadio olimpico di Montreal può essere visto in lontananza.

Ci sono tre parchi naturali a Longueuil, Parc Marie-Victorin e Parc Michel-Chartrand a Le Vieux-Longueuil e Parc de la Cité a Saint-Hubert. È anche sede di una riserva naturale, il Boisé du Tremblay, che si trova in parte a Le Vieux-Longueuil e in parte a Boucherville.
Ci sono sette arene: Cynthia Coull Arena a Greenfield Park; Aréna Émile-Butch-Bouchard, Aréna Jacques-Cartier, Aréna Olympia e Colisée Jean Béliveau a Le Vieux-Longueuil; e Centre sportif Gaétan-Boucher e Centre sportif Rosanne-Laflamme in Saint-Hubert.
Notevoli luoghi di culto sono la Concattedrale Cattolica Romana di Saint-Antoine-de-Padoue, la Église Nouvelle vie evangelical, la Chiesa di Saint-Hubert e il Tempio di Montréal Québec della Chiesa di Gesù Cristo dei Santi degli Ultimi Giorni.

## Amministrazione

### Municipale

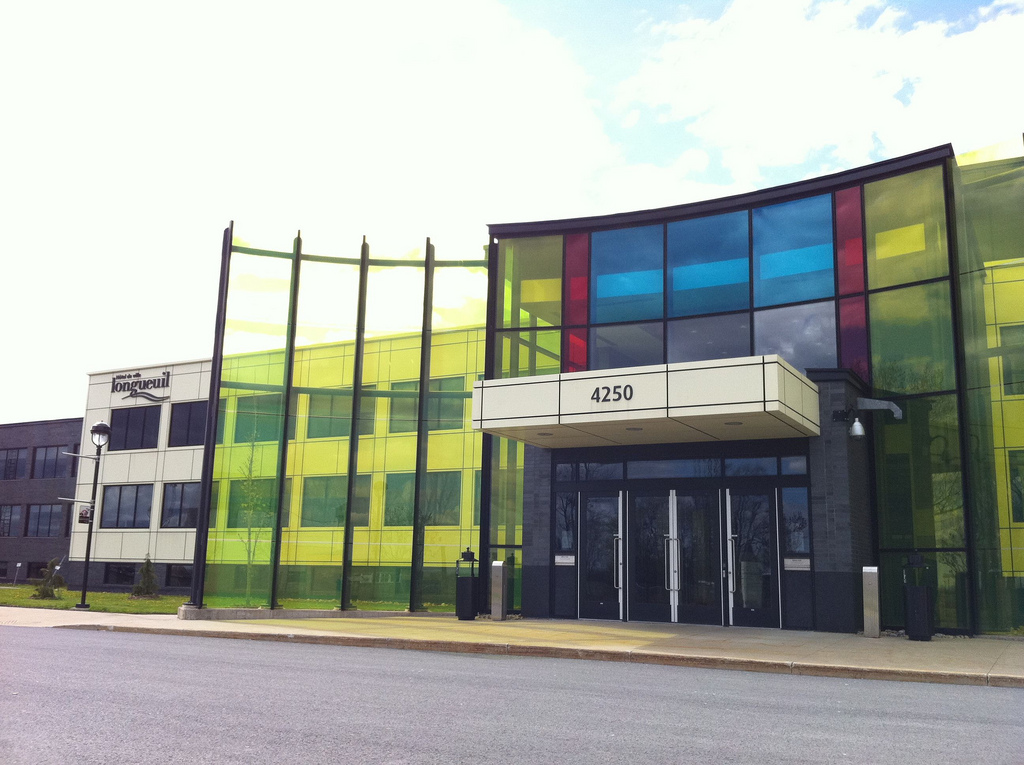
Il municipio di Longueuil si trova nel distretto di Saint-Hubert.

Il sindaco è Catherine Fournier, eletta il 7 novembre 2021. È il quinto sindaco di Longueuil dalla fusione del 2002. L'uomo d'affari Jacques Olivier che era stato ministro del Lavoro, è stato anche sindaco della città dal 2002 al 2005. Mentre il secondo sindaco di Longueuil era Claude Gladu, in carica dal 2006 al 2009. Ex membro della Camera dei Comuni del Canada, Caroline St-Hilaire è stata il terzo sindaco dal 2009 al 2017.
I tre distretti della città sono Le Vieux-Longueuil, Greenfield Park e Saint-Hubert. In totale ci sono 26 consiglieri comunali, compreso un presidente di distretto ciascuno. Greenfield Park ha tre consiglieri e il suo presidente è Mireille Carrière di Action Longueuil. Saint-Hubert ha otto consiglieri e il suo presidente è Lorraine Guay-Boivin di Action Longueuil. Le Vieux-Longueuil ha quindici consiglieri e il suo presidente è Michel Desjardins del Parti municipal de Longueuil.
Il municipio di Longueuil si trova nel quartiere di Saint-Hubert, ai margini della città.

### Federale e provinciale
Federalmente, Longueuil fa parte di tre distretti elettorali. La guida di Longueuil-Charles-Lemoyne, è affidata a Sherry Romanado, quella di Longueuil-Saint-Hubert a Pierre Nantel e quella di Montarville a Michel Picard.
A livello provinciale, Longueuil è divisa in quattro distretti elettorali. Il distretto elettorale di Laporte comprende Greenfield Park e Saint-Hubert, ed è rappresentato da Nicole Ménard del Partito Liberale del Quebec. Il distretto elettorale di Marie-Victorin, che comprende la parte occidentale di Le Vieux-Longueuil, è rappresentata da Catherine Fournier del Parti Québécois (PQ).

## Infrastrutture e trasporti

### Modello di pendolarismo

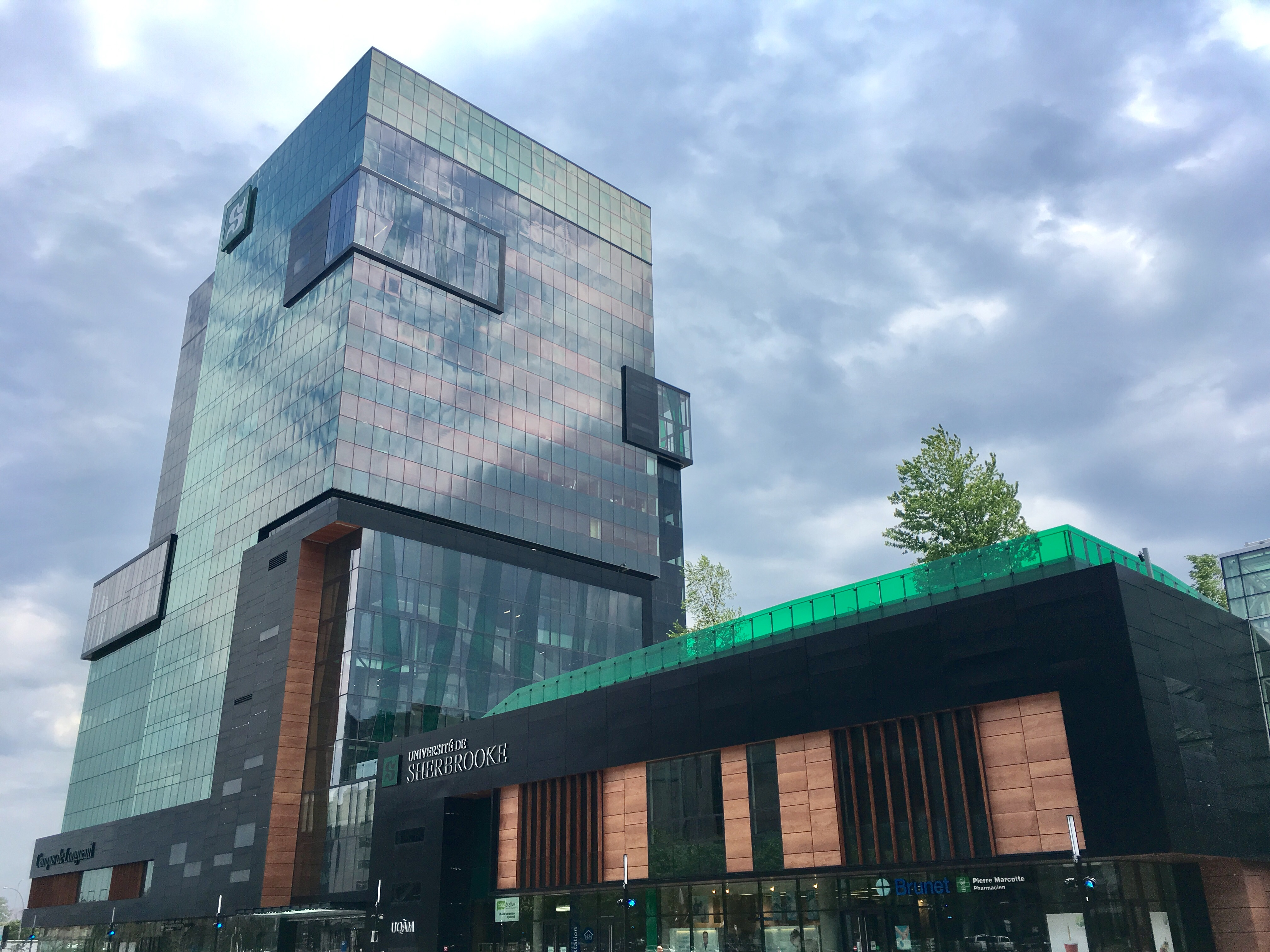
L'esterno della stazione Longueuil–Université-de-Sherbrooke

Secondo il censimento del 2006, circa 39.485 cittadini residenti (17,2% della popolazione totale) fa il pendolare per lavorare a Montréal su base giornaliera, mentre solo 38.090 residenti (16,6%) lavorano nella città stessa. Altri 6.915 residenti (3,0%) lavorano ogni giorno a Boucherville, 4.775 (2,1%) lavorano a Brossard, 2.795 (1,2%) a Saint-Bruno-de-Montarville e 1.815 (0,8%) a Saint-Lambert, le altre quattro città costituenti dell'agglomerato di Longueuil. Al contrario, solo 8 845 persone si spostano da Montréal per lavorare a Longueuil ogni giorno, mentre 4 080 persone da Brossard, 2 940 persone si spostano da Boucherville, 2.090 da Sainte-Julie, 1.825 da Saint-Bruno-de-Montarville, 1.815 da Chambly, e 1.810 da Saint-Jean-sur-Richelieu.

### Strade

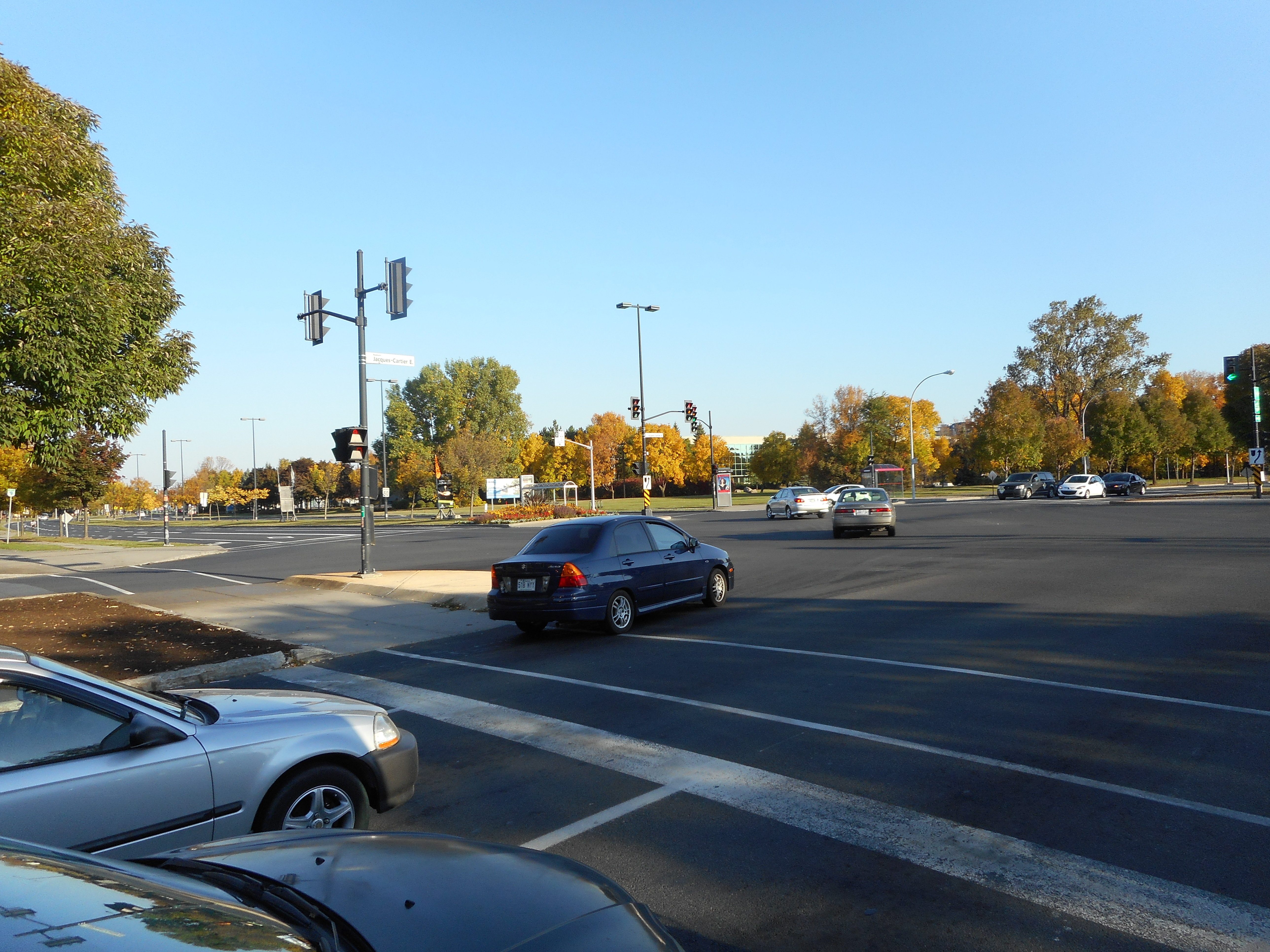
Boulevard Jacques-Cartier Est, all'incrocio del boulevard Roland-Therrien

Il fiume San Lorenzo, tra l'isola di Montreal e la costa meridionale, è attraversato da soli cinque incroci automobilistici. Due di questi sono a Longueuil, il Louis Hippolyte Lafontaine Tunnel (parte di Autoroute 25) e il Jacques Cartier Bridge (parte della Route 134).
L'Autoroute 20 è un'importante autostrada a Longueuil, confinante con il fiume San Lorenzo nel quartiere Le Vieux-Longueuil, dove coesiste con l'Autoroute René-Lévesque (Route 132) e infine si dirige verso est verso Boucherville. Autoroute 30 attraversa il quartiere di Saint-Hubert nella parte meridionale della città, tra le città di Brossard e Saint-Bruno-de-Montarville.
La Route 116 è un'altra strada principale, con il suo capolinea occidentale situato a Lemoyne, in direzione est attraverso il quartiere di Saint-Hubert verso Saint-Bruno-de-Montarville. La Route 112 esiste insieme alla Route 116 da Lemoyne a Cousineau Boulevard a Saint-Hubert, dove si dirige a sud-est verso Carignan. La Route 134 è un'arteria principale, forse meglio conosciuta con i nomi più comuni: il ponte Jacques Cartier sulla parte che attraversa il fiume San Lorenzo, e Taschereau Boulevard che collega il ponte a tutti e tre i borghi di Longueuil, e verso sud verso la città di Brossard.

### Trasporto pubblico

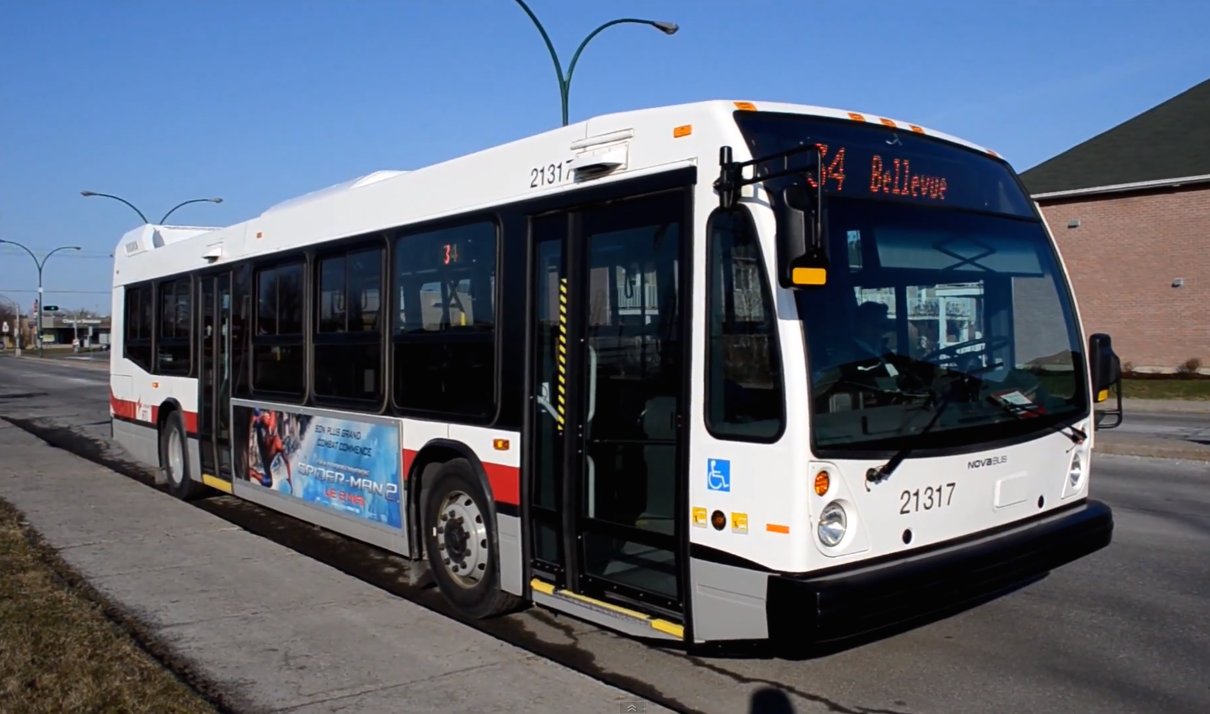
Un autobus della Réseau de transport de Longueuil

La Réseau de transport de Longueuil (RTL) fornisce un servizio di autobus a Longueuil. Ci sono 77 linee di autobus e 12 linee di taxi condivise che servono 139.374 passeggeri al giorno, e 32.738.155 passeggeri nel 2011. Quasi tutte le linee di autobus della RTL terminano al capolinea degli autobus di Longueuil. Molti autobus che terminano all'altro capolinea principale degli autobus, Brossard-Panama, attraversano il Ponte Champlain per arrivare al Terminus Centre-Ville nel centro di Montréal (sotto la torre degli uffici 1000 de la Gauchetière, a Bonaventure Metro).

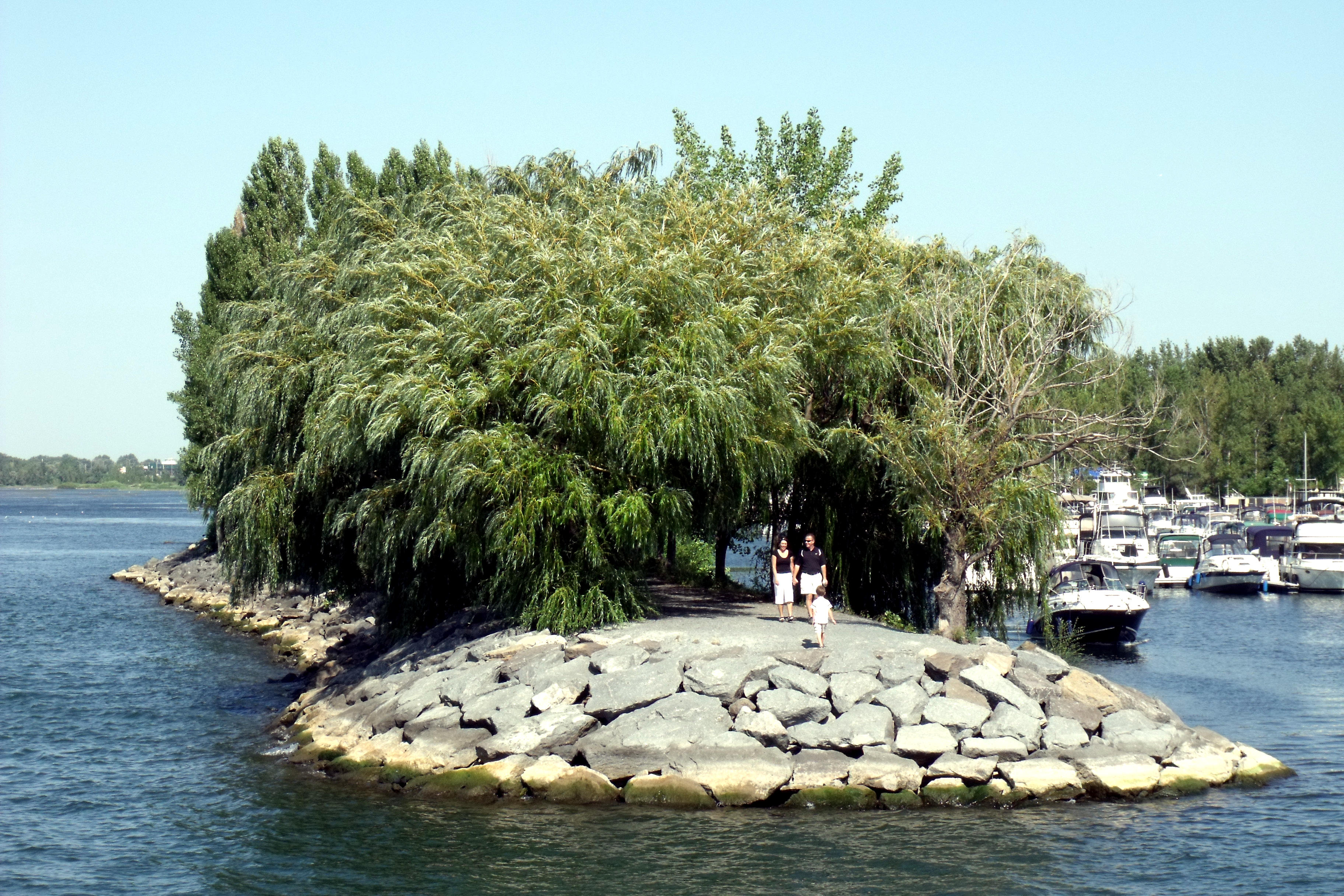
Ingresso di Longueuil Marina, Québec, Canada

La città è servita anche dalla stazione della metropolitana Longueuil–Université-de-Sherbrooke, adiacente al capolinea degli autobus di Longueuil. La stazione si collega al centro di Montréal tramite la linea gialla della metropolitana. La Réseau de transport métropolitain (RTM) gestisce la linea ferroviaria pendolare Mont-Saint-Hilaire serve anche la costa meridionale. L'unica stazione ferroviaria della città di Longueuil è Longueuil-Saint-Hubert. Fino alla metà degli anni cinquanta, Longueuil era servita da tram interurbani gestiti dalla Montreal e la Southern Counties Railway. Longueuil ha anche un piccolo aeroporto, Saint-Hubert Airport. È uno dei più importanti aeroporti di aviazione generale del Canada, classificato come il 12º aeroporto più trafficato dai movimenti degli aeromobili.
Una piccola marina, la Réal-Bouvier Marina si trova sul fiume San Lorenzo nel quartiere di Le Vieux-Longueuil. Il Porto Vecchio di Montreal Longueuil Ferry è un servizio di traghetto stagionale collega la Marina Réal-Bouvier al Molo Jacques Cartier nel Porto Vecchio di Montréal.

### Rete ciclabile
Longueuil è servita da un totale di 168 km di piste ciclabili che assumono la forma di piste fisicamente separate dal traffico, di piste ciclabili o di carreggiate designate. Una pista ciclabile sul ponte Jacques-Cartier permette un collegamento con Montreal, ma nessun collegamento è possibile tramite il ponte-galleria Louis-Hippolyte-La Fontaine. Diverse piste ciclabili attraversano i parchi Michel-Chartrand e della Cité che hanno una vocazione più ricreativa. Altre assi importanti sono quelli del parco Marie-Victorin, del boulevard Roland-Therrien, del boulevard Jacques-Cartier e dei boulevard Kimber e Maricourt. Le strade 1 e 3 della rete ciclabile provinciale della Route vert attraversano Longueuil.

#### Trasporto aereo
Longueuil dispone di un aeroporto situato nel distretto di Saint-Hubert, cioè l'aeroporto Montréal-Saint-Hubert-Longueuil. Questo è utilizzato principalmente dalla piccola aviazione. Le scuole private di pilotaggio offrono formazione in questo luogo.

### Ospedali
La città è servita da due ospedali. L'ospedale Charles-Lemoyne è un ospedale affiliato alla Université de Sherbrooke nel quartiere di Greenfield Park. È l'ospedale principale di Longueuil, così come delle città vicine di Saint-Lambert e Brossard. L'ospedale Pierre-Boucher è più piccolo e si trova nel quartiere di Le Vieux-Longueuil. Il Pierre-Boucher serve Le Vieux-Longueuil, Boucherville, Varennes, Sainte-Julie, Saint-Amable, Verchères, Calixa-Lavallée e Contrecœur.

## Istruzione

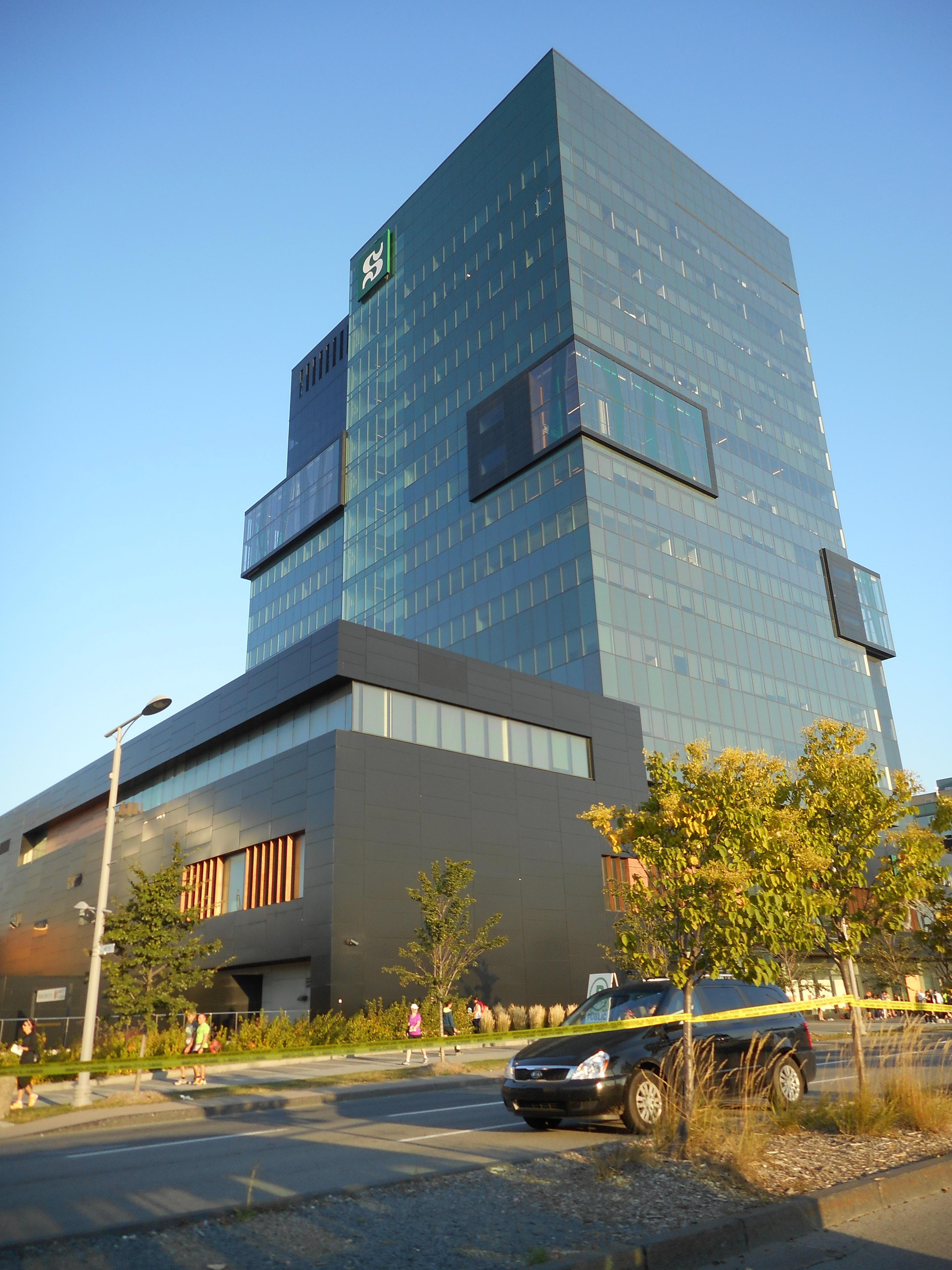
Il campus Longueuil dell'Università di Sherbrooke

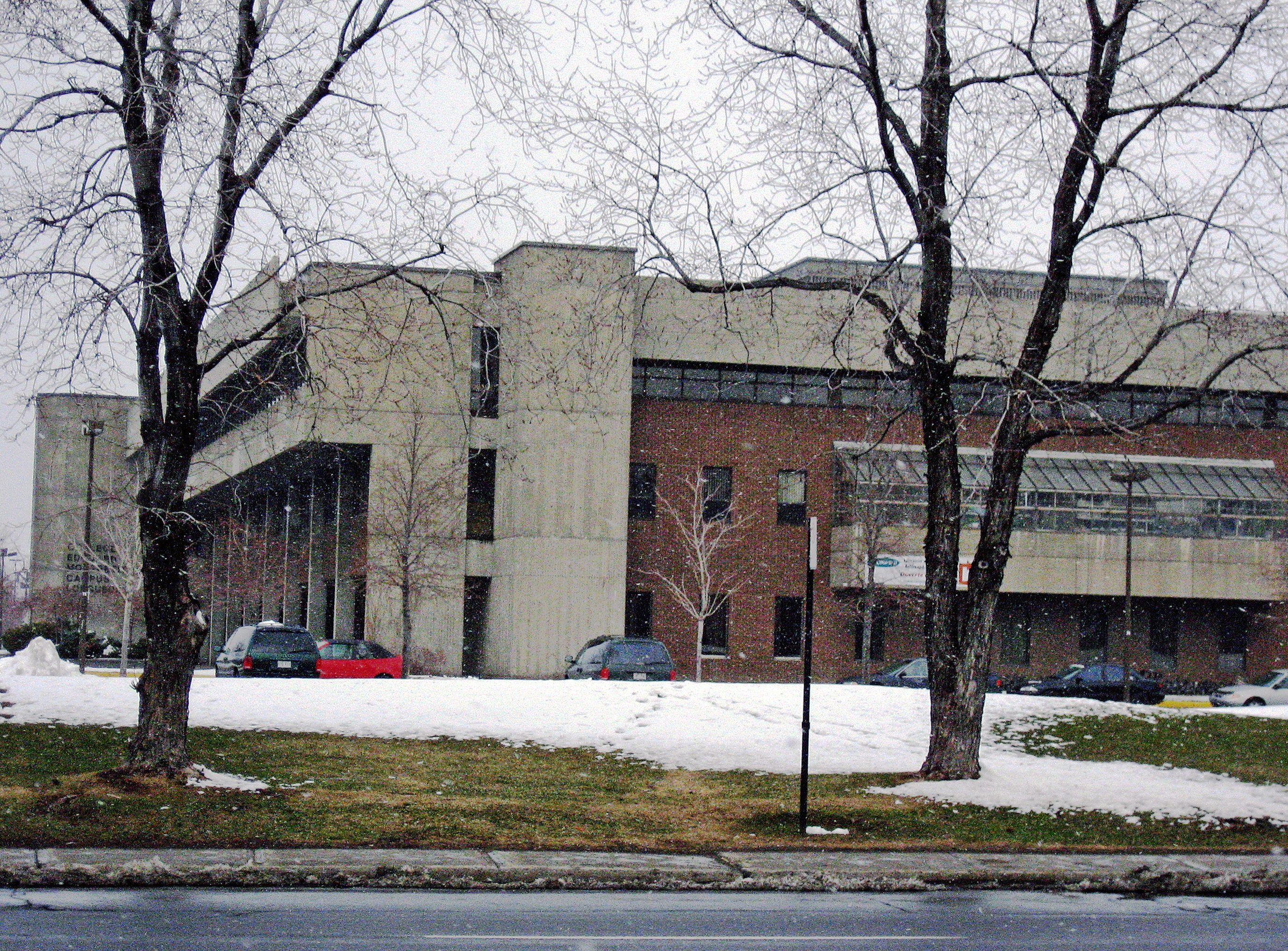
Collège Édouard-Montpetit, l'unico CEGEP francese a Longueuil

La città di Longueuil è servita da diverse istituzioni educative. Sia l'Università di Sherbrooke che l'Università di Montréal mantengono i loro campus nel quartiere di Le Vieux-Longueuil.
C'è un CEGEP a Longueuil, il Collège Édouard-Montpetit, situato a Le Vieux-Longueuil. Il Collège Édouard-Montpetit ha una scuola aerotecnica, École nationale d'aérotechnique situato in un campus separato nel quartiere di Saint-Hubert vicino all'aeroporto di Saint-Hubert.
Ci sono due scuole tecniche e professionali, entrambe situate a Le Vieux-Longueuil: questi sono il Centro di formazione professionale Pierre-Dupuy e Collège tecnico-informatico.

### Scuola primaria e secondaria
Le scuole pubbliche anglofone sono gestite dalla Riverside School Board. Ci sono tre scuole secondarie a Longueuil gestite dalla Riverside School Board: Il Centennial Regional High School a Greenfield Park, l'Heritage Regional High School a Saint-Hubert e il Saint-Lambert International High School a Saint-Lambert.
Le scuole francofone pubbliche sono gestite dalla Commissione scolaire Marie-Victorin. Ci sono sette scuole secondarie a Longueuil gestito da questo distretto. L'École secondaire Internationale St-Edmond e l'École secondaire Participative l'Agora si trovano a Greenfield Park. École secondaire André-Laurendeau e École secondaire Mgr-A.M.-Parent sono a Saint-Hubert. L'École secondaire Gérard-Filion, l'École secondaire Jacques-Rousseau e l'École secondaire St-Jean-Baptiste si trovano a Le Vieux-Longueuil.
Prima del 1998 il South Shore Protestant Regional School Board ha servito il comune.
Ci sono anche tre scuole secondarie francofone private, tutte a Le Vieux-Longueuil. Sono il Collège Charles-Lemoyne, il Collège Français e il Collège Notre-Dame-de-Lourdes.